# Jonathan Bellis
Jonathan "Jonny" Bellis, (Douglas, Illa de Man, 16 d'agost de 1988) és un ciclista britànic que combina la carretera amb la pista.
El setembre del 2009 va tenir un accident en motocicleta on va quedar en coma induït durant uns quants dies.

## Palmarès en pista
- 2006
  -  Campió d'Europa júnior en Persecució per equips (amb Adam Blythe, Peter Kennaugh i Steven Burke)
  - 1r a l'UIV Cup d'Amsterdam (amb Ross Sander)
- 2007
  -  Campió d'Europa sub-23 en Scratch
  -  Campió d'Europa sub-23 en Persecució per equips (amb Peter Kennaugh, Ben Swift i Steven Burke)
- 2008
  - 1r a l'UIV Cup de Berlín (amb Peter Kennaugh)
  - 1r a l'UIV Cup de Copenhaguen (amb Peter Kennaugh)